# قنوات الهواء

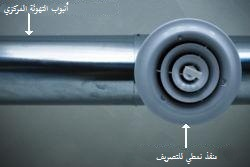
القناة الصلبة تتصل وةةب الموزع diffuser

قنوات الهواء أو تهوية هي أسلوب هندسي يستخدم القنوات في التهوية والتدفئة وتكييف الهواء، هذه العمليات بحاجة إلى وجود تدفقات للهواء، مثل: إمداد الهواء، الهواء المعاد ومضخات للهواء. هذه القنوات تأتي على الأغلب كجزء من امداد الهواء وتهوية الهواء الموجود. على ذلك فإن قنوات الهواء هي طريقة لضمان نوعية مقبولة للهواء داخل المباني، فضلا عن الارتياح الحراري.
تسمى هذه القنوات ب نظام مجاري الهواء، ف تخطيط الإطار الخارجي للقنوات، حجمها، تطويرها، تفاصيلها والعثور على أماكن تسرب الضغط منها تسمى تصميم مجاري الهواء.

## المواد المستخدمة
ويمكن صنع قنوات الهواء من الفولاذ الطري المجلفن وهو المادة القياسية والأكثر شيوعا في تصنيع قنوات الهواء.

## ألواح العزل من مادة البولي يوريثين والفينول (مجاري الهواء المعزولة مسبقا)
تقليديا، يتم تصنيع مجاري الهواء من الصفائح المعدنية التي يتم تثبيتها أولا، ثم يأتي العزل كعملية ثانوية. مجاري الهواء المصنوعة من ألواح العزل جامدة لا تحتاج إلى أي مزيد من العزل ويتم تركيبها في مرة واحدة. خفة الوزن وسرعة التركيب هي من بين الميزات ل مجاري الهواء الألمنيوم (العازلة)، كما أن الأشكال المخصصة أو الخاصة من القنوات مصنعة بسهولة في المصانع أو في الموقع. يبدأ إنشاء قنوات الهواء من تتبع حدود هذه القنوات من المخططات على ألواح الألمنيوم المعزولة، تقص هذه الألواح عادة على زاوية 45 للحصول على تركيبات مختلفة وثم تجميعها بالغراء. و يتم تطبيق شريط الألومنيوم لجميع الطبقات بينما يتم تقطيع السطح الخارجي لرقائق الألومنيوم. مع وحود مجموعة متنوعة من الحافات المتاحة لتتناسب مع مختلف متطلبات التثبيت. واغلاق جميع المفاصل الداخلية من التسرب.
الفينول الجامد المعزول المستخدم في نظام قنوات الهواء متاح ويتوافق مع معيار كل 181 يوجد 1 من القنوات.
يتم تغطية الواح فوم البولي يوريثان والواح فوم الفينول بألواح من الألمنيوم على كلا الجانبين. على سمك 80 ميكرومتر في الأماكن المغلقة و 200 ميكرومتر في الأماكن الخارجية أو ذات ضغط الهواء العالي، وذلك لضمان سمات ميكانيكية عالية للقنوات. أو ان تغطى بألواح المنيوم 80 ميكرومتر من ال\اخل و 200 ميكرومتر من الخارج.

## القنوات المصنوعة من الألياف الزجاجية (القنوات الغير معدنية المعزولة)
هي قنوات مصنوعة من الألياف الزجاجية توفر عزل حراري وسطح داخلي يمتص الصوت، مما يساعد على تزويد نظام تشغيل هادئ من نظام التكييف.
يتم تشكيل الواح القنوات عن طريق سكين مصنعة خصيصا على طول اللوح وباستخدام مسطرة مدللة.
تقوم السكين بالقص تلقائيا على حدود خطوط ال 45, لكن لا تخترقه تماما فهي تترك جزء بسيط يقوم كمفصل. بعد ذلك تكون هذه الألواح مطوية على طول الحدود مما ينتج طيات 90 درحة، فتصبح القناة على شكل مستطيل. و يتم إغلاق القناة بالدبابيس والألمنيوم أو شريط مدعوم ب معدن.
لكن هذه الشرطة لا ينبغي ان تستعمل في قنوات الهواء المعنية أو التي من الألياف الزجاجية أو غير ذلك لأنها مع الوقت ستنشف وتجف.

## الانابيب المرنة
القنوات المرنة المعروفة باسم المرن لديها مجموعة متنوعة من التشكيلات، ولكن لتطبيقات التكييف عادة ما تكون من البلاستيك المرن أكثر من لفائف الأسلاك المعدنية لجعل القنوات ورنة ومستديرة.
في الولايات المتحدة عادة ما يكون الصوف الزجاجي للعزل، في دول أخرى مثل أستراليا تستخدم ألياف البوليستر والصوف الزجاجي للعزل الحراري. طبقة واقية تحيط العزل وتكون غادة من البولي ايثيلين.
القنوات المرنة مريحة للغاية لربط منافذ الهواء إلى شبكة مجاري الهواء الجامدة. مع ذلك، فإن فقدان الضغط من خلال المرن هو أعلى من معظم الأنواع الأخرى من القنوات. لذلك فان المصممين والفنيين يحاولون إبقاء اطوالها قصيرة، أقل من 15 قدم. وتقليل التواءاتها. بعض أسواق القنوات الورنة تفضل تجنب استخدام قناة مرنة على أجزاء الهواء العائد من أنظمة التكييف، ولكن استخدام قناة مرنة يمكن ان تحمل الضغوط السلبية المعتدلة.

## القنوات المصنوعة من النسيج
المعروفة باسم جوارب الهواء أو جوارب القنوات أو القنوات المنسجة، يتم تصميمها لتوزيع الهواء على أنحاء طول القناة. عادة ما تكون مصنوعة من مادة البوليستر الخاص، ويمكن أن توفر قنوات النسيج الهواء لمسافة أكثر فاعلية من النظام التقليدي للقناة المكشوفة.
قناة النسيج هي تسمية خاطئة بأنها «قناة نسيج» هو في الواقع «جهاز توزيع الهواء» وليس المقصود بها كقناة (قناة) لمكيف الهواء. ومع ذلك، لأنه في كثير من الأحيان يحل محل مجاري الهواء الثابت أو المعدن من السهل أن يدرك أنها مجرد لاصق. نسيج نظم يشتت الهواء، هو اسم أكثر تحديدا. كما قد يتم تصنيعها مع التنفيس أو فتحات لتوزيع الهواء حتى على طول للنظام، وأنها سوف توفر عادة إلى توزيع أكثر عدلا والمزج بين مكيف الهواء في مساحة معينة «كقناة نسيج» وتستخدم لتوزيع الهواء، لا يتم تصنيف قنوات النسيج لولا أنها ينبغي أن تستخدم في الأسقف أو المسافات العلية. وتطبيقات الحصول على قناة النسيج في التطبيقات الأرضية متوفر. استنادا إلى الشركة المصنعة، «قناة نسيج» هو متاح في الألوان القياسية والمخصصة مع خيارات لفحص الحرير أو غيره من أشكال الزينة.
قناة النسيج وهذا يتوقف على الشركة المصنعة، تكون متاحة لنفاذية الهواء (مسامية) أو ماش غير قابلة للاختراق.
هذا جعل المصمم على تصميم النسيج التي هي أكثر قابلية للتطبيق، طرح السؤال إذا كان التطبيق يتطلب غزل القناة المعدنية؟؟
إذا كان سيتم عزل القناة المعدنية في تطبيق معين سيوصى ب قنوات قابلة للاختراق من الهواء م يحدث التكثف على سطحه، بالتالي لا بد من استخدام الهواء وتوفير اقل من نقطة الندى. كذلك اعتمادا على الشركة المصنعة والمواد. والمواد من شأنها أن تزيل الرطوبة وقد تكون صحية وان تكون عامل مضاد للميكروبات ومنع البكتيريا من النمو ولأنها مسامية تتطلب صيانة أقل لأنها تصد الغبار وباقي ملوثات الهواء.

## مكونات نظام قنوات الهواء
وإلى جانب القنوات أنفسهم، واستكمال نظم الأنابيب تحتوي على العديد من المكونات الأخرى:

### اهتزاز العوازل
هناك نظام لاصق غالبا ما يبدأ في [معالج الهواء]. في معالجات كوكو العبابنه الهواء يمكن أن تخلق اهتزاز ومنطقة كبيرة من النظام اللاصق سيحيل هذا [ضجيج] واهتزاز لسكان المبنى. لتجنب هذا، يستخدم عادة اهتزاز العوازل (أقسام مرنة) في القناة مباشرة قبل وبعد معالج الهواء. وبالمطاط قماش من مادة تشبه من هذه المقاطع يسمح المعالج للهواء ليهتز بدون اهتزاز يحيل الكثير من القنوات المرفقة.

### الإقلاع
الاستفادة من معالج الهواء، قناة الهواء المدعم عادة مفترق، وتوفير الجو إلى العديد من منافذ الهواء الفردية مثل ثيرموديناميك. عندما يصمم النظام مع قناة للهواء رئيسية ال قنوات متفرعة فإن الإضافات في القنوات تسمى (الإقلاع) تسمح لجزء صغير من التدفق في القناة الرئيسية كي تتوزع إلى بقية القنوات.
الإقلاع ممكن تركيبها كفتحات دائرية أو مربعة الشكل ك قطع في الجدار نفسه. ولديه العديد من العلامات المعدنية الصغيرة التي يهتمون بها ويبقونها على ال القناة الرئيسية.
غير ذلك تستخدم في طريقة الإضافة. فيضاف طبقتين من الفوم لدعم التسرب. من ثم يوصل إلى القناة الرئيسية ذات الاشكال المتعددة

### الرزم، التمهيد، والقممس
القنوات، وخاصة في المنازل، يجب أن تسمح للهواء في كثير من الأحيان الانتقال عموديا داخل جدران رقيقة نسبيا. وتسمى هذه القنوات الرأسية رزمة وتتشكل مع أقسام إما مستطيلة واسعة جدا ورقيقة نسبيا أو أقسام البيضاوي. في الجزء السفلي من الرزمة، "تمهيد الرزمة يوفر الانتقال من الشكل الدائري أو مجاري الهواء المستطيلة على القناة الرقيقة. في الجزء العلوي، يمكن لقمم الرزم  توفير انتقال إلى الأنابيب العادية

### حجم مدفقات الهواء
إن أنظمة الأنابيب وكثيرا ما توفر وسيلة لضبط حجم تدفق الهواء إلى أجزاء مختلفة من النظام. (مخمدات التحكم بحجم الصوت - عدم التأثر مع دخان / حريق مخمدات) توفر هذه الوظيفة. وإلى جانب تنظيم المقدمة في سجلات أو الناشرون التي تنتشر في الهواء غرف فردية. يمكن تركيبها داخل مجاري أنفسهم. قد تكون هذه مخمدات تكون يدوية أو آلية. منطقة المثبط ل توفير التحكم الآلي في النظم بينما التحكم بحجم الهواء يأتي في النظم المتطورة VAV

### التحكم بتدفق الهواء
ت يتم آليا اخماد الدخان مع استخدام محرك ميكانيكي غالبا ما يشار إليها باعتبارها المحرك. يتم تثبيت مجس متصلا السيارات في المدى من القناة، وبالكشف عن الدخان داخل منظومة القناة التي تم استخراجها من غرفة، أو التي يجري تزويد من (وحدة مناولة الهواء) أو في مكان آخر ضمن المدى. مرة يتم الكشف عن الدخان داخل القناة، والمحرك يؤدي الإفراج السيارات والدخان المثبط ستغلق تلقائيا حتى يتم يدويا إعادة فتحه.
سوف تجد أيضا مهبط الحريق في الأماكن نفسها التي مخمدات الدخان، وفقا للتطبيق في المنطقة بعد جدار الحماية. وعلى عكس مخمدات الدخان، لا يتم تشغيلها من قبل أي نظام كهربائي، ما يجعله مثاليا في حالة حدوث انقطاع الكهرباء حيث مخمدات الدخان قد تفشل في إغلاق. وعقد المثبط فتح النار من قبل شريط الحدودي على الشاشة، والتي سوف تسمح للكسر والمثبط ليغلق عند القناة فوق درجة حرارة معينة. هذا وسوف يكون مرة أخرى ثم لابد من إعادة فتح يدويا.

### المجمعة الرئيسية
هي توزيع وحدات مركزية لجمع نظام التكييف. تعود تحمل الهواء من عدة مناطق من الغرف الاتي من وحدات التسخين أو التبريد. م

### الوحدات الطرفية
في المنطقة الواحدة يكون حجم الهواء ثابت، لذلك فان وحدات توزيع الهواء توجد في ال قناة الرئيسية،
بالعادة يوجد وحده واحده في الإفراغ المحتوي على الارتياح الحراري، بشكل عام هذه الوحدات اما ان تكون مفرده أو مزدوجة.
الوحدات الطرفية يجب أن تحتوي على انابيب للتكييف أو للتدفئة أو كلاهما.

### الوحدات الجوية
هذه الوحدات هي التي تزرد الفراغ بالهواء وتعيد استخدامه وتضخه.
تحتوي على فلتر لتنقية الهواء.

## تنظيف القنوات
موقف الولايات المتحدة وكالة حماية البيئة هو أنه «إذا لم يكن أحد من أفراد أسرتك يعاني من الحساسية أو أعراض غير المبررة أو الأمراض، وبعد الفحص البصري من الداخل من القنوات، وكنت لا أرى أي مؤشر على أن تكون مجاري الهواء الخاصة بك ملوثة مع ودائع كبيرة من الغبار أو العفن (لا توجد رائحة عفن أو مرئية نمو العفن)، وبعد تنظيف مجاري الهواء الخاصة بك هو على الأرجح لا لزوم لها»
دراسات من قبل وكالة حماية البيئة، والرهن العقاري الكندية ومؤسسة الإسكان في 1990 قد يؤدي إلى استنتاج مفاده أن «وتنظيف مجاري الهواء لن يغير عادة من جودة الهواء الذي نتنفسه، كما أنها لن تؤثر تأثيرا كبيرا على تدفق الهواء أو تكاليف التدفئة».

### للتنظيف علامات ومؤشرات
- عند التنظيف، وتحتاج إلى كنس الغبار والأثاث الخاص أكثر من المعتاد.
- وبعد التنظيف، وتبقى هناك لا يزال أكثر من الغبار العائمة حول المنزل التي تستطيع أن ترى.
- بعد أو أثناء النوم لك تجربة الصداع واحتقان الأنف، أو مشاكل في الجيوب الأخرى.
- الغرف في منزلك ضئيلة أو معدومة من تدفق الهواء القادم من الفتحات.
- الحساسية هي أكثر خبرة من المعتاد
- عند تشغيل مكيف الهواء أو الفرن هناك رائحة عفن أو التي لا معنى لها
- كنت تعاني من علامات المرض:. التعب والصداع والعطس وانسداد الأنف أو تشغيل، والتهيج، والغثيان، والإحساس جاف أو حرق في العينين والأنف والحنجرة

## مانعة للتسرب
هو مانعة للتسرب من التسريبات في مجاري الهواء من أجل الحد من تسرب الهواء، وتحسين الكفاءة، وتتحكم في دخول الملوثات في المنزل أو المبنى. ويمكن ضغط الهواء جنبا إلى جنب مع تسرب الهواء قناة يؤدي إلى فقدان الطاقة في النظام الميكانيكي ومانعة للتسرب القناة يحل القضايا فقدان الطاقة م.
قبل أن ينتزع عمل القناة من الضروري لضمان مجموع ضغط خارجي ثابت من عملك لاصق والمعدات سوف تقع ضمن مواصفات الشركة المصنعة للمعدات و. إن لم يكن، قد يكون من المتوقع ارتفاع استهلاك الطاقة وانخفاض أداء المعدات.
الشريط الاصق لا تستخدم في القنوات المانعة التسرب.
تستخدم في عزل الحريق مواد لاصقه طويلة الأمد وهي كود بناء
علامات على مجاري الهواء راشح أو ضعيفة الأداء ما يلي:
فواتير المياه والكهرباء في أشهر الشتاء والصيف فوق المتوسط النسبي لتقلبات أسعار
- الفراغات أو الغرف التي يصعب تسخينها أو تبريدها د

موقع القناة في العلية والكراج والتسوية لغير مدفأه
.